# Lady Gaga: Enigma + Jazz & Piano
Lady Gaga: Enigma + Jazz & Piano  è il secondo residency show della cantautrice statunitense Lady Gaga, tenuto all'MGM Park Theater di Las Vegas dal 28 dicembre 2018 al 6 luglio 2024 per un totale di 72 spettacoli.
Il residency comprende due tipi di show differenti, a seconda della data di svolgimento: uno è Enigma, dove la cantante esegue le sue canzoni pop più famose, mentre l’altro è Jazz & Piano, dove vengono cantanti brani dal repertorio jazz e canzoni pop in versione acustica.

## Informazioni
Il residency venne annunciato da Lady Gaga già a partire da dicembre del 2017. Inizialmente, il contratto milionario prevedeva una serie di 74 spettacoli a Las Vegas che si sarebbero dovuti svolgere nell'arco di due anni. A luglio 2018, il sito Ticketmaster diffuse per errore una notizia del fatto che il residency show di Gaga all'MGM Park Theatre avrebbe dovuto essere composto da due spettacoli, sotto il nome di Enigma. L'annuncio venne rimosso poco tempo dopo.
Il 7 agosto dello stesso anno però, la cantante stessa confermò la veridicità della notizia annunciando ufficialmente un residency di 32 spettacoli sui social network. I due spettacoli in cui esso è diviso si chiamano Enigma e Jazz & Piano Engagements. Il primo, descritto come «un'odissea delle sue più grandi hit», è caratterizzato da un'atmosfera pop, mentre il secondo molto più intimo e semplice, con Lady Gaga che si esibisce in versioni acustiche di alcune sue canzoni e altre tratte dal Great American Songbook. L'artista definì l'intero evento come «diverso da tutto ciò che abbiamo fatto prima. Sarà una celebrazione di tutto ciò di unico e diverso che c'è dentro di noi. Le sfide possono essere superate con il coraggio, l'amore e la musica».
Il poster promozionale dello show mostra la cantante in un ambiente buio, con indosso un abito luminoso costituito da una parrucca blu, delle finte unghie esageratamente lunghe e un busto di tulle. Inoltre, presenta la scritta Enigma al posto degli occhi. L'abito, così come molti altri dello show, sono stati scelti dallo stilista Nicola Formichetti, lo stesso che lavorò per la cantante otto anni prima per la creazione, tra le molte, del celebre abito di carne.
A partire dal 4 dicembre, la cantante cominciò a pubblicare sul suo account Instagram i video delle prove dello spettacolo, affermando di aver creato un nuovo alter-ego appositamente per questo evento, di nome, appunto, Enigma.
Il primo show di Enigma si tenne il 28 dicembre 2018, mentre il primo di Jazz & Piano il 20 gennaio 2019. La prima leg si concluse il 3 febbraio. Nonostante ciò, durante la pausa di qualche mese prima della seconda leg, la cantante colse l'occasione di portare lo show di Enigma fuori dall'MGM Park Theatre, esibendosi, seppur con una scaletta ridotta, all'Amway Center di Orlando il 9 maggio, all'Apple Park di Cupertino il 17 dello stesso mese in occasione dell'inaugurazione di quest'ultimo e il 20 al Mandalay Bay Convention Center di Las Vegas per un evento privato.
Il 21 giugno 2019 viene annunciata un'estensione dello show fino a maggio del 2020.
In seguito alla pandemia di COVID-19 gli show previsti dal 30 aprile al 16 maggio 2020 sono stati posticipati.
A maggio del 2019 venne inaugurato all'MGM Park Theatre l'Haus of Gaga Museum. Si tratta di un museo temporaneo al cui interno è possibile osservare le varie creazioni del team della cantante, la Haus of Gaga appunto, tra cui abiti, scarpe, copricapi e oggetti di scena. È possibile inoltre acquistare gadget e magliette ispirate al residency e alla cantante.

## Sinossi

### Enigma
Lo show comincia con un'introduzione dove Enigma, l'alter-ego di Lady Gaga dà il benvenuto al pubblico. Poco dopo, la cantante appare sospesa al tetto del teatro tramite dei fili, ed esegue Just Dance mentre suona una keytar e vola sul pubblico. Una volta scesa a terra, i ballerini la accompagnano nel palco principale, per eseguire Poker Face. Questa sezione si chiude con LoveGame, per la quale il palco si illumina di luci fucsia. Poco prima di lasciare la scena, Gaga parla con Enigma, svelando l'intero tema dello show, ossia quello di un simulatore del futuro.

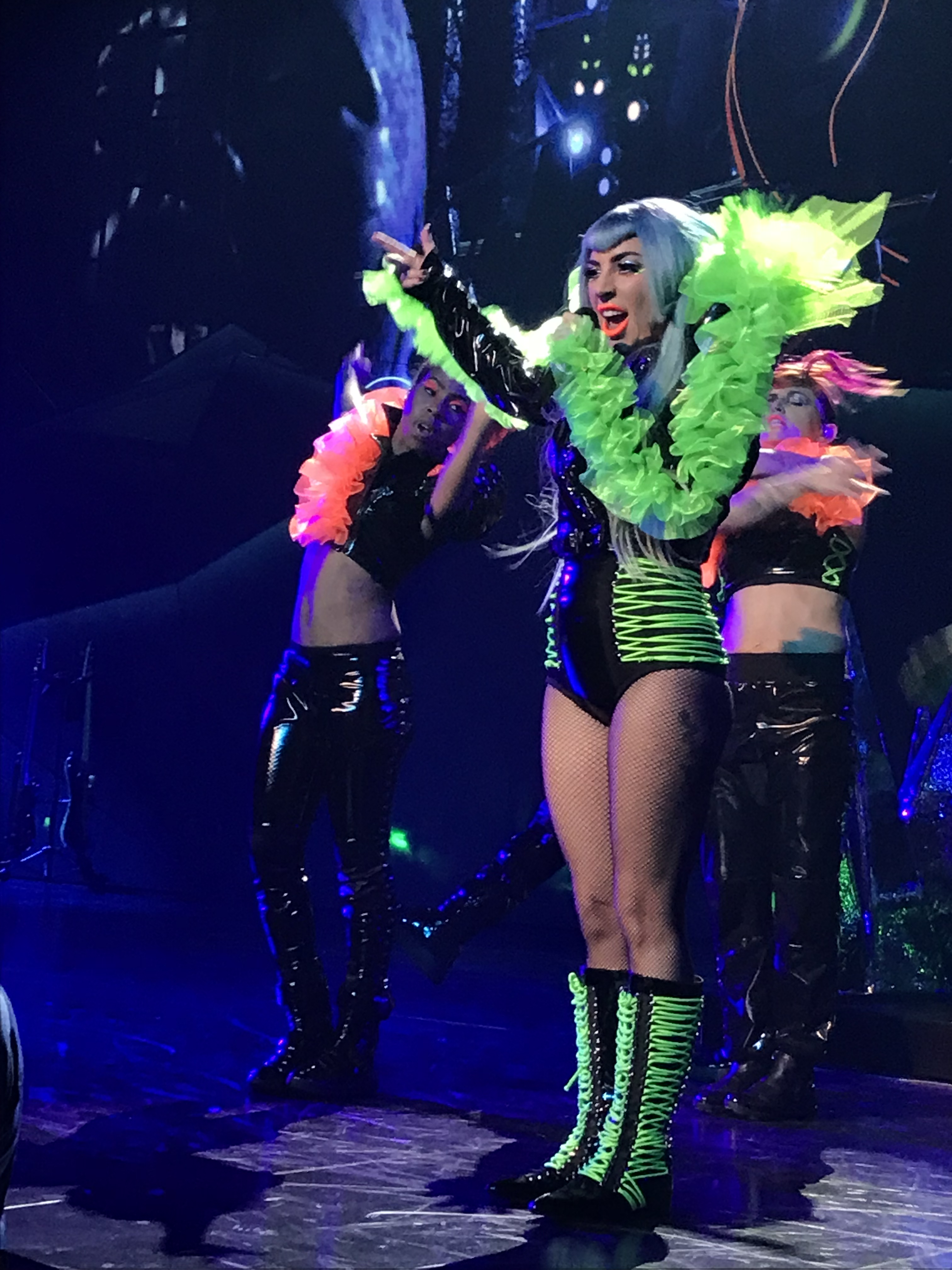
Lady Gaga esegue Beautiful, Dirty, Rich durante uno show di Engima

Dopo un breve interludio, la cantante torna in scena con indosso un abito fluorescente e una parrucca blu ispirata ai manga, ed esegue Dance in the Dark. Successivamente fa un breve discorso, per poi eseguire una breve versione di Beautiful, Dirty, Rich con l'ausilio di una gigantesca batteria. Quando il brano finisce, Gaga rimuove parte del suo costume, ed esegue The Fame mentre suona una versione leggermente modificata della "keytar Emma", usata precedentemente anche nel Monster Ball Tour (2009/2011). Segue Telephone, con la cantante che si reca sulla parte alta del palco per il ritornello. L'artista fa poi un secondo discorso, nel quale parla di come si veda nel suo futuro, e introduce la performance di Applause. Segue Paparazzi, per la quale Gaga sta dentro una piccola piattaforma circolare che la solleva in aria. Questo atto viene chiuso dalla performance di Aura, durante la quale la cantante viene "torturata" da dei finti paparazzi sul palco principale.
Il terzo atto viene aperto da Scheiße, con la cantante che sta sopra un gigantesco robot meccanico mosso dai ballerini. Il brano seguente è Judas, per il quale Gaga scende dal robot ed esegue un lungo assolo di chitarra elettrica, mentre delle fiamme vengono sparate in aria. Poco dopo, vengono cantate Government Hooker e la cover di David Bowie I'm Afraid of Americans. Durante quest'ultimo brano, l'artista suona una gigantesca tastiera circolare.
The Edge of Glory viene eseguita con un lungo abito nero, mentre i ballerini eseguono una complessa coreografia. Durante Alejandro invece, Gaga rivela un abito in lattice viola scuro. Inizia la parte acustica dello show. La cantante esegue Million Reasons al pianoforte, per poi passare a Yoü and I, eseguita anche insieme ai chitarristi.
L'ultima parte prima dell'encore comprende la hit Bad Romance, cantata con abiti in latex color panna, e l'inno all'autostima Born This Way, con il palco illuminato da luci arcobaleno. In questa sezione, Gaga saluta per sempre Enigma, visto che la simulazione sta per volgere al termine e lei tornerà sulla Terra, per raccontare a tutti ciò che ha visto.
L'ultimo numero è Shallow, tratta dal film A Star Is Born (2018), durante il quale Gaga suona nuovamente il pianoforte con indosso una maglietta nera e degli stivali. Quando il brano finisce, l'artista presenta i ballerini e i chitarristi, per poi fare insieme a loro un inchino conclusivo mentre cala una pioggia di scintille. Enigma ricompare poi quando il palco è ormai vuoto, ringraziando il pubblico e chiudendo lo show.

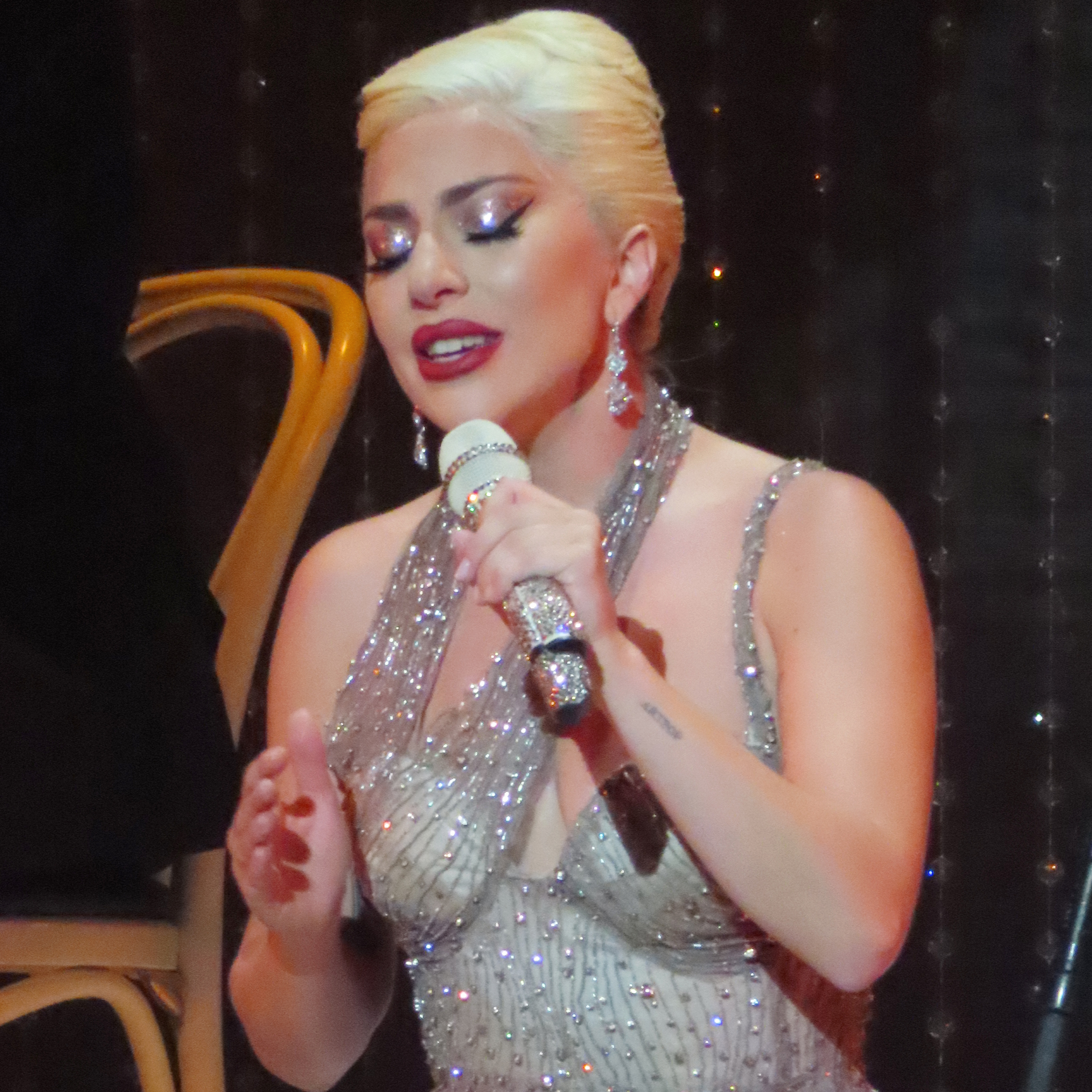
Lady Gaga mentre canta Do I Love You ad uno show Jazz & Piano

### Jazz & Piano
Lo show Jazz & Piano non comprende una narrativa come quello di Enigma, ma è semplicemente suddiviso in quattro parti, ognuna delle quali preceduta da un cambio di costume e da un interlude in bianco e nero, dove Lady Gaga racconta del suo amore per il jazz e per gli artisti del genere che l'hanno ispirata, come Billie Holiday, Etta James e Dinah Washington.

## Critica

### Enigma

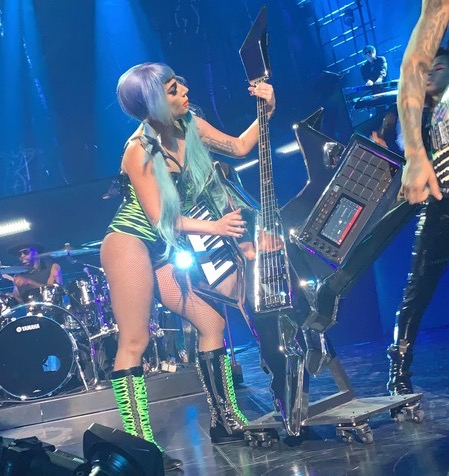
L'esecuzione di The Fame durante Enigma

Mark Grey di People scrisse che lo show era "altamente energico", lodando la teatralità e la capacità della cantante di interagire col pubblico. Andreas Hale di Billboard affermò che le esibizioni erano "grandiose e esagerate", mentre, a proposito degli abiti, disse che questi ultimi erano "scandalosamente unici". Brittany Spanos di Rolling Stone apprezzò molto la scaletta e la varietà dei costumi di scena, ma scrisse che "i momenti migliori sono quelli improvvisati". Marc Snetiker di Entertainment Weekly disse che "Enigma è uno spettacolo piuttosto pazzo, ma è un bel momento. È ammirevole nei suoi tentativi di elevare un incontro di grande successo a qualcosa di più, che forse ha galvanizzato l'artista nel momento culminante della sua carriera per cominciare un residency a Las Vegas".

### Jazz & Piano

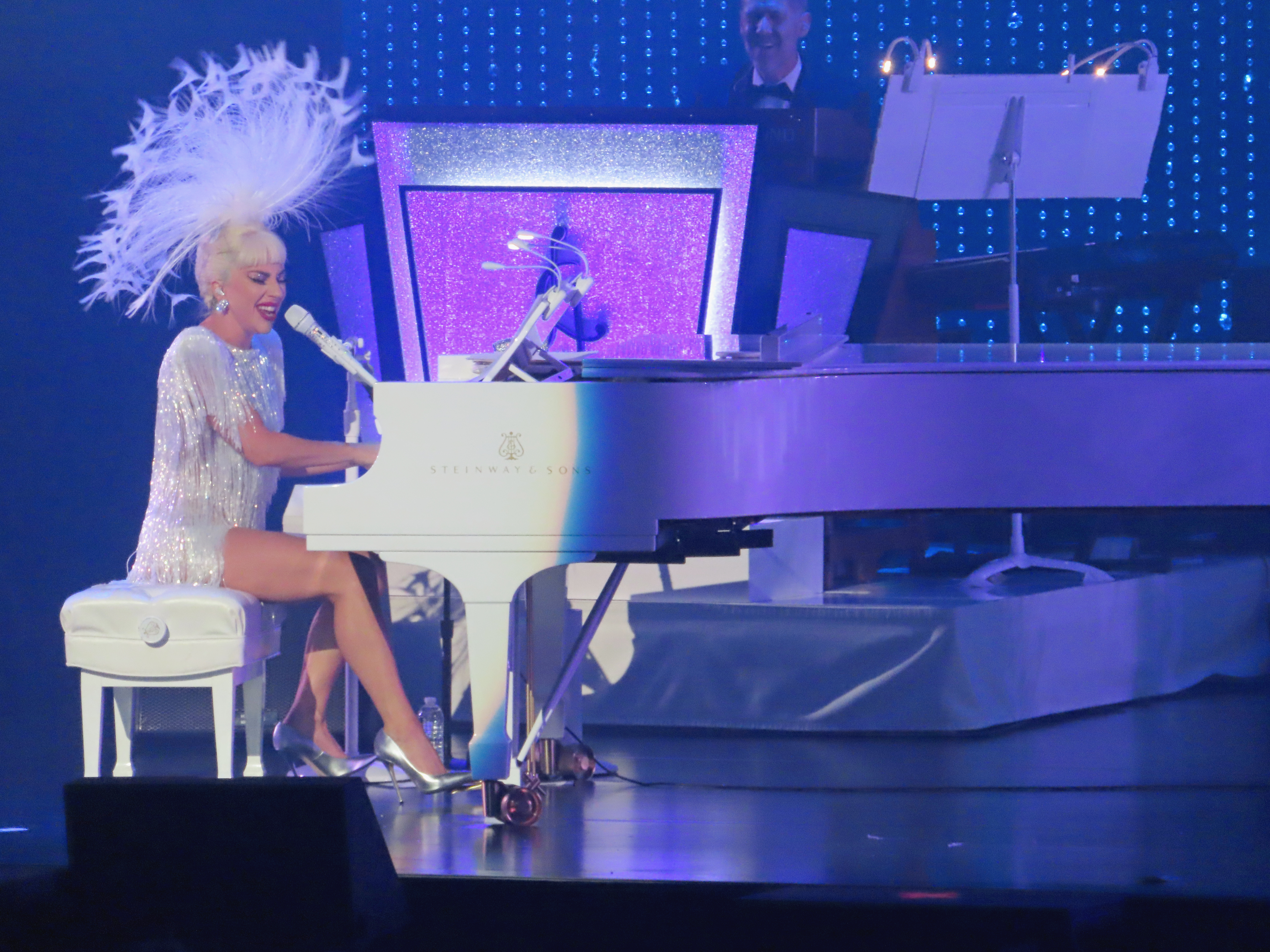
Lady Gaga durante uno show Jazz & PIano nel 2022

Chris Willman di Variety definì Jazz & Piano come addirittura migliore dell'altro show, lodando la "vera emozione" di Gaga durante lo show. Mikael Wood di Los Angeles Times paragonò Jazz & Piano a Enigma, dicendo che "per tutte le loro differenze nello stile e nel repertorio, i due spettacoli si sentono indelebilmente legati a Gaga, per la sua stravagante personalità e per il suo talento vocale [...] i due spettacoli non sono opposti, ma complementari: parte della stessa determinazione di usare l'artificio per creare qualcosa di reale".

## Scaletta

### Enigma
La scaletta è rappresentativa del 28 dicembre 2018, non di tutte le altre date di Enigma.
1. Just Dance
2. Poker Face
3. LoveGame
4. Dance in the Dark
5. Beautiful, Dirty, Rich
6. The Fame
7. Telephone
8. Applause
9. Paparazzi
10. Aura
11. Scheiße
12. Judas
13. Government Hooker
14. I'm Afraid of Americans (cover di David Bowie)
15. The Edge of Glory
16. Alejandro
17. Million Reasons
18. Yoü and I
19. Bad Romance
20. Born This Way
21. Shallow

#### Variazioni della scaletta
- Nella data del 26 gennaio 2019 Bradley Cooper ha raggiunto Lady Gaga sul palco per cantare Shallow, segnando così la prima performance in duetto dal vivo della canzone.[5]

### Jazz & Piano (dal 20 gennaio al 31 dicembre 2019)
La scaletta è rappresentativa del 20 gennaio 2019, non di tutte le altre date di Jazz & Piano.
1. Luck Be A Lady
2. Anything Goes
3. Call Me Irresponsible
4. Orange Colored Sky
5. Poker Face (versione acustica)
6. The Lady Is a Tramp
7. Cheek to Cheek
8. I Can't Give You Anything but Love
9. Someone to Watch Over Me
10. Born This Way (versione acustica)
11. Bang Bang (My Baby Shot Me Down)
12. Coquette
13. What A Diff'rence A Day Makes
14. Paparazzi (versione acustica)
15. La Vie en rose
16. Just A Gigolo/I Ain't Got Nobody
17. Lush Life
18. Bad Romance (versione acustica)
19. Fly Me to the Moon
20. Theme from New York, New York

#### Variazioni della scaletta
- Il 20 gennaio 2019, alla serata d'apertura, Tony Bennett si unì a Lady Gaga per eseguire The Lady Is a Tramp e Cheek to Cheek. Lo stesso evento si è ripetuto il 9 giugno seguente.

### Jazz & Piano (dal 14 ottobre 2021 al 1º maggio 2022)
La scaletta è rappresentativa del 14 ottobre 2021, non di tutte le altre date di Jazz & Piano.
1. Luck Be a Lady
2. Orange Colored Sky
3. Love for Sale
4. Call Me Irresponsible
5. Poker Face (versione acustica)
6. Bang Bang (My Baby Shot Me Down)
7. I Can't Give You Anything but Love
8. Let's Do It (Let's Fall in Love)
9. Do I Love You
10. Born This Way (versione acustica)
11. Rags to Riches
12. Mambo Italiano
13. Coquette
14. What a Diff'rence a Day Makes
15. Paparazzi (versione acustica)
16. La Vie en rose
17. You're the Top
18. Bad Romance (versione acustica)
19. Fly Me to the Moon
20. Theme From New York, New York

### Jazz & Piano (dal 31 agosto al 5 ottobre 2023)
1. Luck Be a Lady
2. Steppin' Out With My Baby
3. The Best Is Yet to Come
4. Call Me Irresponsible
5. Poker Face (versione acustica)
6. It Don't Mean a Thing (If It Ain't Got That Swing)
7. I Can't Give You Anything but Love
8. If I Had You
9. Do I Love You
10. Born This Way (versione acustica)
11. Stupid Love (versione acustica)
12. Sway (Quién Será)
13. Rags to Riches
14. Mambo Italiano
15. 'O sole mio
16. Paparazzi (versione acustica)
17. La vie en rose
18. What a Diff'rence a Day Makes
19. Bad Romance (versione acustica)
20. Lush Life
21. Fly Me to the Moon
22. Theme From New York, New York

### Jazz & Piano (dal 19 giugno al 6 luglio 2024)
1. Orange Colored Sky
2. Luck Be a Lady
3. Call Me Irresponsible
4. The Best Is Yet to Come
5. Steppin' Out With My Baby
6. Poker Face (versione acustica)
7. It Don't Mean a Thing (If It Ain't Got That Swing)
8. I Can't Give You Anything but Love
9. Do I Love You
10. Born This Way (versione acustica)
11. Stupid Love (versione acustica)
12. Sway (Quién Será)
13. Rags to Riches
14. Americano
15. Paparazzi (versione acustica)
16. La vie en rose
17. What a Diff'rence a Day Makes
18. Bad Romance (versione acustica)
19. Lush Life
20. Fly Me to the Moon
21. Theme From New York, New York

## Date
| Data              | Show         | Biglietti disponibili / Biglietti venduti | Incasso      |
| Prima tappa       | Prima tappa  | Prima tappa                               | Prima tappa  |
| ----------------- | ------------ | ----------------------------------------- | ------------ |
| 28 dicembre 2018  | Enigma       | 59.162 / 59.162                           | $15.970.436  |
| 30 dicembre 2018  | Enigma       | 59.162 / 59.162                           | $15.970.436  |
| 31 dicembre 2018  | Enigma       | 59.162 / 59.162                           | $15.970.436  |
| 17 gennaio 2019   | Enigma       | 59.162 / 59.162                           | $15.970.436  |
| 19 gennaio 2019   | Enigma       | 59.162 / 59.162                           | $15.970.436  |
| 20 gennaio 2019   | Jazz & Piano | 59.162 / 59.162                           | $15.970.436  |
| 24 gennaio 2019   | Enigma       | 59.162 / 59.162                           | $15.970.436  |
| 26 gennaio 2019   | Enigma       | 59.162 / 59.162                           | $15.970.436  |
| 31 gennaio 2019   | Enigma       | 59.162 / 59.162                           | $15.970.436  |
| 2 febbraio 2019   | Enigma       | 59.162 / 59.162                           | $15.970.436  |
| 3 febbraio 2019   | Jazz & Piano | 59.162 / 59.162                           | $15.970.436  |
| Seconda tappa     |              |                                           |              |
| 30 maggio 2019    | Enigma       | 48.833 / 48.833                           | $13.549.061  |
| 1º giugno 2019    | Enigma       | 48.833 / 48.833                           | $13.549.061  |
| 2 giugno 2019     | Jazz & Piano | 48.833 / 48.833                           | $13.549.061  |
| 6 giugno 2019     | Enigma       | 48.833 / 48.833                           | $13.549.061  |
| 8 giugno 2019     | Enigma       | 48.833 / 48.833                           | $13.549.061  |
| 9 giugno 2019     | Jazz & Piano | 48.833 / 48.833                           | $13.549.061  |
| 12 giugno 2019    | Enigma       | 48.833 / 48.833                           | $13.549.061  |
| 14 giugno 2019    | Enigma       | 48.833 / 48.833                           | $13.549.061  |
| 15 giugno 2019    | Jazz & Piano | 48.833 / 48.833                           | $13.549.061  |
| Terza tappa       |              |                                           |              |
| 17 ottobre 2019   | Enigma       | 60.684 / 60.684                           | $18.835.571  |
| 19 ottobre 2019   | Enigma       | 60.684 / 60.684                           | $18.835.571  |
| 20 ottobre 2019   | Jazz & Piano | 60.684 / 60.684                           | $18.835.571  |
| 23 ottobre 2019   | Enigma       | 60.684 / 60.684                           | $18.835.571  |
| 25 ottobre 2019   | Enigma       | 60.684 / 60.684                           | $18.835.571  |
| 26 ottobre 2019   | Jazz & Piano | 60.684 / 60.684                           | $18.835.571  |
| 31 ottobre 2019   | Enigma       | 60.684 / 60.684                           | $18.835.571  |
| 2 novembre 2019   | Enigma       | 60.684 / 60.684                           | $18.835.571  |
| 3 novembre 2019   | Jazz & Piano | 60.684 / 60.684                           | $18.835.571  |
| 8 novembre 2019   | Enigma       | 60.684 / 60.684                           | $18.835.571  |
| 9 novembre 2019   | Jazz & Piano | 60.684 / 60.684                           | $18.835.571  |
| Quarta tappa      |              |                                           |              |
| 28 dicembre 2019  | Enigma       | 16.340 / 16.340                           | $5.513.651   |
| 30 dicembre 2019  | Enigma       | 16.340 / 16.340                           | $5.513.651   |
| 31 dicembre 2019  | Jazz & Piano | 16.340 / 16.340                           | $5.513.651   |
| Quinta tappa      |              |                                           |              |
| 14 ottobre 2021   | Jazz & Piano | 44.371 / 44.371                           | $13.101.365  |
| 16 ottobre 2021   | Jazz & Piano | 44.371 / 44.371                           | $13.101.365  |
| 17 ottobre 2021   | Jazz & Piano | 44.371 / 44.371                           | $13.101.365  |
| 21 ottobre 2021   | Jazz & Piano | 44.371 / 44.371                           | $13.101.365  |
| 23 ottobre 2021   | Jazz & Piano | 44.371 / 44.371                           | $13.101.365  |
| 24 ottobre 2021   | Jazz & Piano | 44.371 / 44.371                           | $13.101.365  |
| 28 ottobre 2021   | Jazz & Piano | 44.371 / 44.371                           | $13.101.365  |
| 30 ottobre 2021   | Jazz & Piano | 44.371 / 44.371                           | $13.101.365  |
| 31 ottobre 2021   | Jazz & Piano | 44.371 / 44.371                           | $13.101.365  |
| Sesta tappa       |              |                                           |              |
| 14 aprile 2022    | Jazz & Piano | 46.196 / 46.196                           | $12.935.506  |
| 16 aprile 2022    | Jazz & Piano | 46.196 / 46.196                           | $12.935.506  |
| 17 aprile 2022    | Jazz & Piano | 46.196 / 46.196                           | $12.935.506  |
| 21 aprile 2022    | Jazz & Piano | 46.196 / 46.196                           | $12.935.506  |
| 23 aprile 2022    | Jazz & Piano | 46.196 / 46.196                           | $12.935.506  |
| 24 aprile 2022    | Jazz & Piano | 46.196 / 46.196                           | $12.935.506  |
| 28 aprile 2022    | Jazz & Piano | 46.196 / 46.196                           | $12.935.506  |
| 30 aprile 2022    | Jazz & Piano | 46.196 / 46.196                           | $12.935.506  |
| 1º maggio 2022    | Jazz & Piano | 46.196 / 46.196                           | $12.935.506  |
| Settima tappa     |              |                                           |              |
| 31 agosto 2023    | Jazz & Piano | 58.668 / 60.096                           | $17.030.118  |
| 2 settembre 2023  | Jazz & Piano | 58.668 / 60.096                           | $17.030.118  |
| 3 settembre 2023  | Jazz & Piano | 58.668 / 60.096                           | $17.030.118  |
| 6 settembre 2023  | Jazz & Piano | 58.668 / 60.096                           | $17.030.118  |
| 7 settembre 2023  | Jazz & Piano | 58.668 / 60.096                           | $17.030.118  |
| 9 settembre 2023  | Jazz & Piano | 58.668 / 60.096                           | $17.030.118  |
| 10 settembre 2023 | Jazz & Piano | 58.668 / 60.096                           | $17.030.118  |
| 28 settembre 2023 | Jazz & Piano | 58.668 / 60.096                           | $17.030.118  |
| 30 settembre 2023 | Jazz & Piano | 58.668 / 60.096                           | $17.030.118  |
| 1º ottobre 2023   | Jazz & Piano | 58.668 / 60.096                           | $17.030.118  |
| 4 ottobre 2023    | Jazz & Piano | 58.668 / 60.096                           | $17.030.118  |
| 5 ottobre 2023    | Jazz & Piano | 58.668 / 60.096                           | $17.030.118  |
| Ottava tappa      |              |                                           |              |
| 19 giugno 2024    | Jazz & Piano | 42.398 / 42.398                           | $13.105.553  |
| 20 giugno 2024    | Jazz & Piano | 42.398 / 42.398                           | $13.105.553  |
| 27 giugno 2024    | Jazz & Piano | 42.398 / 42.398                           | $13.105.553  |
| 29 giugno 2024    | Jazz & Piano | 42.398 / 42.398                           | $13.105.553  |
| 30 giugno 2024    | Jazz & Piano | 42.398 / 42.398                           | $13.105.553  |
| 3 luglio 2024     | Jazz & Piano | 42.398 / 42.398                           | $13.105.553  |
| 5 luglio 2024     | Jazz & Piano | 42.398 / 42.398                           | $13.105.553  |
| 6 luglio 2024     | Jazz & Piano | 42.398 / 42.398                           | $13.105.553  |
| Totale            | Totale       | 376.652 / 378.080 (99,62%)                | $110.041.261 |

### Cancellazioni
| Data            | Show         | Causa                    |
| --------------- | ------------ | ------------------------ |
| 6 novembre 2019 | Enigma       | Bronchite della cantante |
| 30 aprile 2020  | Enigma       | Pandemia di COVID-19     |
| 2 maggio 2020   | Enigma       | Pandemia di COVID-19     |
| 3 maggio 2020   | Jazz & Piano | Pandemia di COVID-19     |
| 7 maggio 2020   | Jazz & Piano | Pandemia di COVID-19     |
| 9 maggio 2020   | Enigma       | Pandemia di COVID-19     |
| 10 maggio 2020  | Jazz & Piano | Pandemia di COVID-19     |
| 13 maggio 2020  | Enigma       | Pandemia di COVID-19     |
| 15 maggio 2020  | Enigma       | Pandemia di COVID-19     |
| 16 maggio 2020  | Jazz & Piano | Pandemia di COVID-19     |